# Budihal, Badami
Budihal là một làng thuộc tehsil Badami, huyện Bagalkot, bang Karnataka, Ấn Độ.